# Schoonspringen op de Olympische Zomerspelen 1936

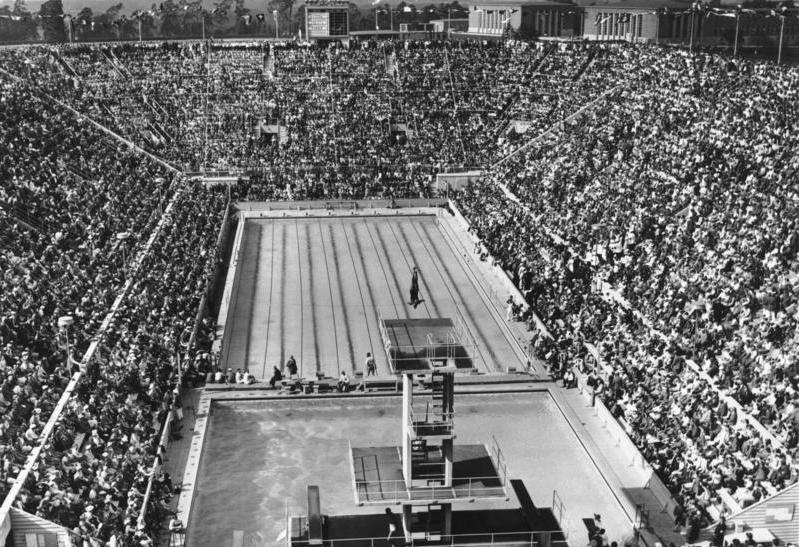
Het Olympisch zwemstadion

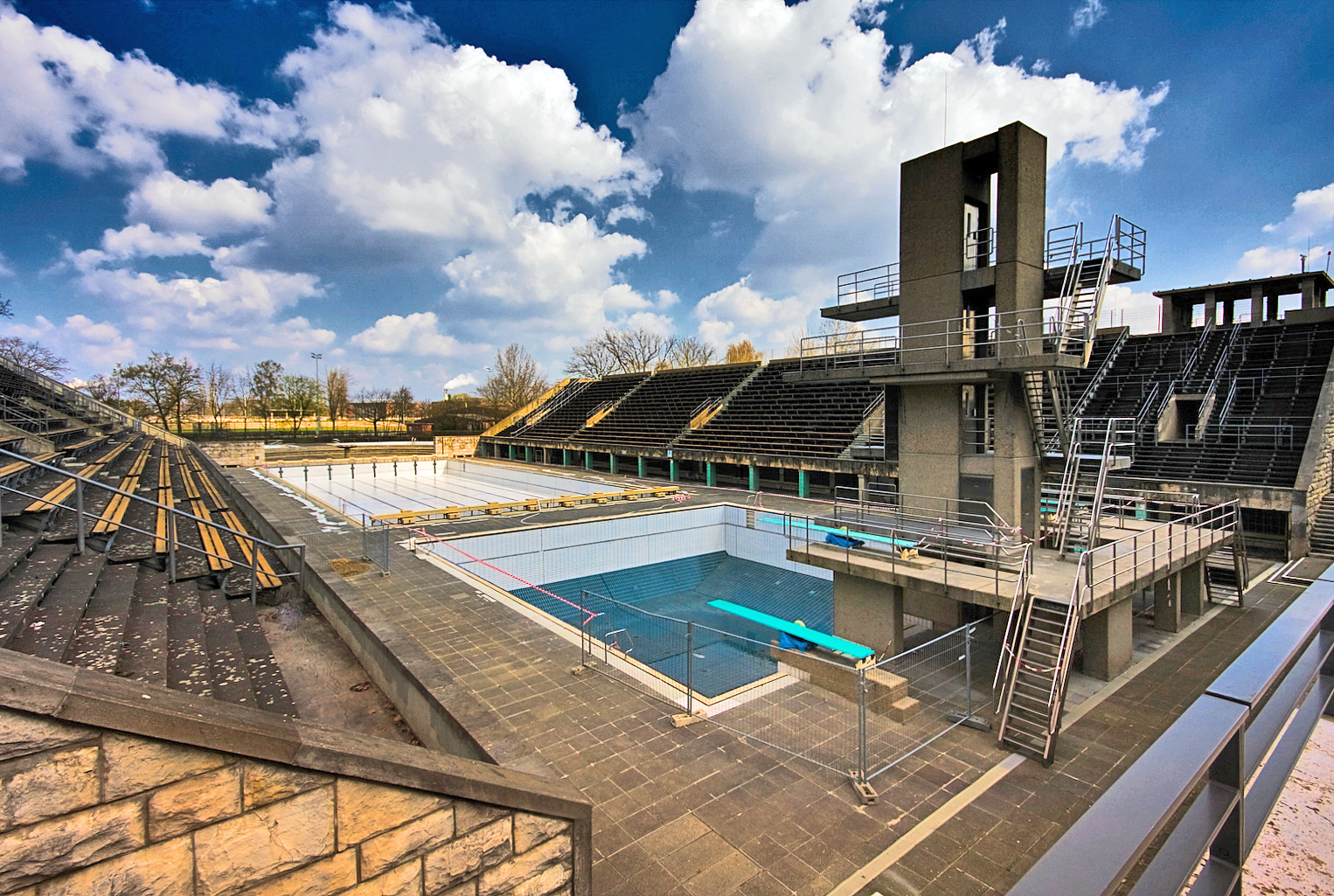
Het zwemstadion op een foto uit 2008

Schoonspringen is een van de sporten die beoefend werden tijdens de Olympische Zomerspelen 1936 in Berlijn.

## Heren

### 3 m plank
| rang   | sporter          | land | punten |
| ------ | ---------------- | ---- | ------ |
| Goud   | Richard Degener  | USA  | 163.57 |
| Zilver | Marshall Wayne   | USA  | 159.56 |
| Brons  | Alan Greene      | USA  | 146.29 |
| 4      | Tsuneo Shibahara | JPN  | 144.92 |
| 5      | Erhard Weiß      | GER  | 141.24 |
| 6      | Leo Esser        | GER  | 137.99 |
| 7      | Winfried Mahraun | GER  | 134.61 |
| 8      | Tomio Koyanagi   | JPN  | 133.07 |

### 10 m torenspringen
| rang   | sporter           | land | punten |
| ------ | ----------------- | ---- | ------ |
| Goud   | Marshall Wayne    | USA  | 113.58 |
| Zilver | Elbert Root       | USA  | 110.60 |
| Brons  | Hermann Stork     | GER  | 110.31 |
| 4      | Erhard Weiß       | GER  | 110.15 |
| 5      | Frank Kurtz       | USA  | 108.61 |
| 6      | Tsuneo Shibahara  | JPN  | 107.40 |
| 7      | Siegfried Viebahn | GER  | 105.00 |
| 8      | Tomio Koyanagi    | JPN  | 94.54  |

## Dames

### 3 m plank
| rang   | sporter              | land | punten |
| ------ | -------------------- | ---- | ------ |
| Goud   | Marjorie Gestring    | USA  | 89.27  |
| Zilver | Katherine Rawls      | USA  | 88.35  |
| Brons  | Dorothy Poynton-Hill | USA  | 82.36  |
| 4      | Gerda Daumerlang     | GER  | 78.27  |
| 5      | Olga Jensch-Jordan   | GER  | 77.98  |
| 6      | Masayo Osawa         | JPN  | 73.94  |
| 7      | Suse Heinze          | GER  | 71.49  |
| 8      | Fusako Kono          | JPN  | 70.27  |

### 10 m torenspringen
| rang   | sporter              | land | punten |
| ------ | -------------------- | ---- | ------ |
| Goud   | Dorothy Poynton-Hill | USA  | 33.93  |
| Zilver | Velma Dunn           | USA  | 33.63  |
| Brons  | Käthe Köhler         | GER  | 33.43  |
| 4      | Reiko Osawa          | JPN  | 32.53  |
| 5      | Cornelia Gilissen    | USA  | 30.47  |
| 6      | Fusako Kono          | JPN  | 30.24  |
| 7      | Jean Gilbert         | GBR  | 30.16  |
| 8      | Anne Ehscheidt       | GER  | 29.90  |

## Medaillespiegel
| rang   | land             | goud | zilver | brons | totaal |
| ------ | ---------------- | ---- | ------ | ----- | ------ |
| 1      | Verenigde Staten | 4    | 4      | 2     | 10     |
| 2      | Duitsland        | 0    | 0      | 2     | 2      |
| totaal | totaal           | 4    | 4      | 4     | 12     |